# Пясковиці (Лодзинське воєводство)
Пясковиці (пол. Piaskowice) — село в Польщі, у гміні Паженчев Зґерського повіту Лодзинського воєводства.